# شلال الطفل

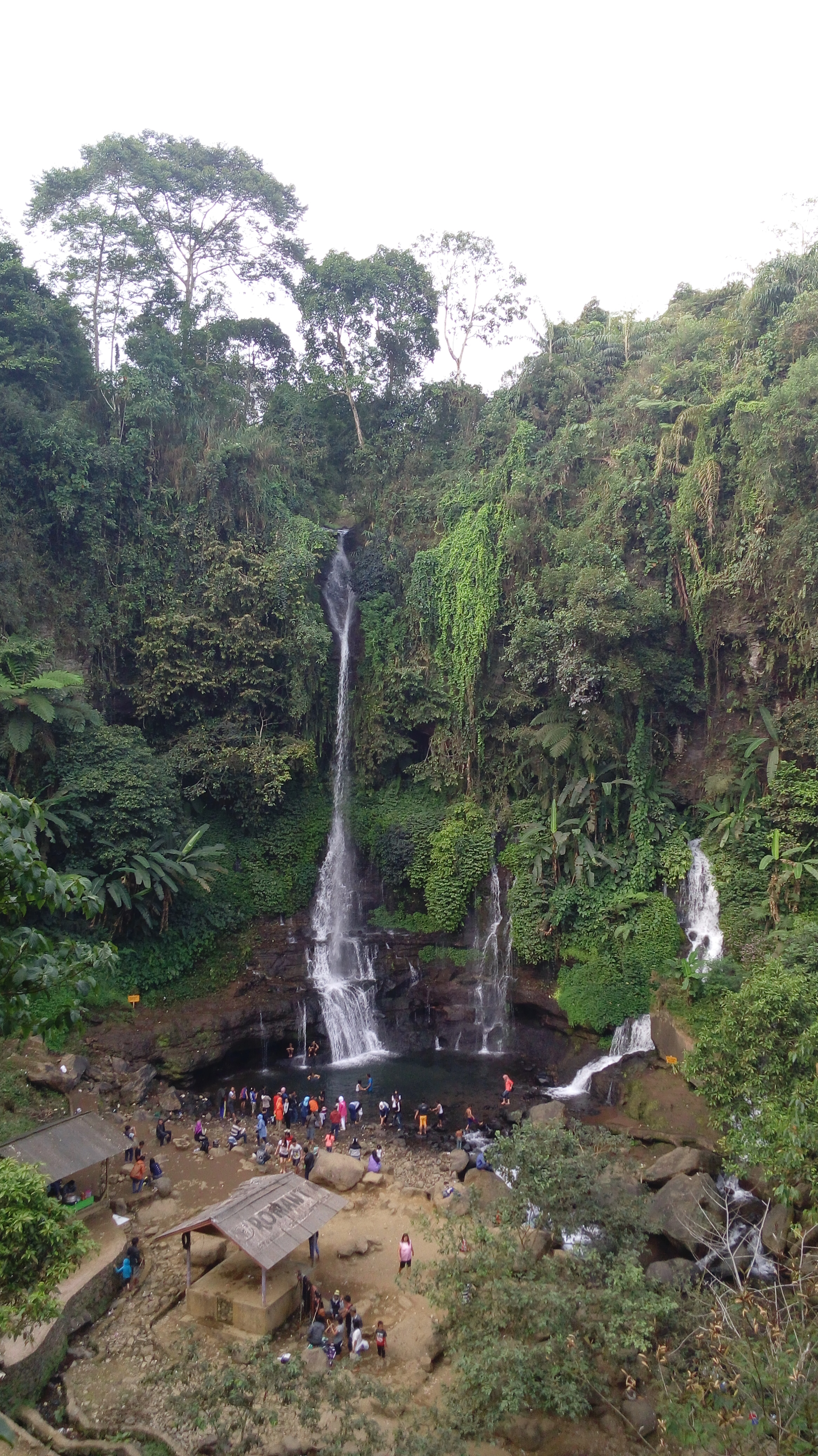
صورة الشلال

شلال الطفل (بالإندونيسية: Air Terjun Bayi، باللغة السوندية: Curug Orok) شلال طبيعي يقع في قرية سيكاجانغ في سيكاندانغ جاروت ريجنسي، مقاطعة جاوة الغربية بإندونيسيا.

## التاريخ
الشلال كان يسمى كوروغ أوروك، سبب التسمية التاريخية أنه في عام 1968 كان هناك امرأة شابة رمت طفلها من أعلى شلال. وهناك سبب آخر للتسمية هو أن الشلال يحتوي على 2 من الشلالات، وارتفاع أحدهما يرمز للأم، والآخر الصغير يرمز إلى الطفل.

## الجغرافيا
المسافة إلى الشلال من المناطق الفرعية في قرية سيكادانغ حوالي 5 كم، في حين من العاصمة جاروت ريجنسي هي 31 كم. الحدود الإدارية لشلال الطفل هي:
- الشمال: جبل باباندايان.
- الجنوب: جبل جادر.
- الغرب: قرية سيكادانغ.
- الشرق: منطقة باموليهان.